# STRANGE PARADISE
『STRANGE PARADISE』（ストレンジ・パラダイス）は、中谷美紀の2枚目のシングル。1996年7月19日にフォーライフミュージックエンタテイメントからリリースされた。
プロデュースは前シングル「MIND CIRCUS」に引き続き、坂本龍一が担当している。

## 概要
表題曲は前作「MIND CIRCUS」と同様に、作詞を売野雅勇、作曲・編曲は坂本龍一が手掛けている。中谷本人が出演した伊藤園 ″お〜いお茶″ のCMソングとして使用された。ファーストアルバム『食物連鎖』には、ミックスに少々変更を加えた ″Paradise Mix″ で収録されている。
カップリング曲「TATTOO」の作詞は中谷自身が担当している。
また「STRANGE PARADISE」というタイトルは、作詞を手掛けた売野雅勇の作家活動40周年を記念して2023年7月12日にリリースされたコンピレーションアルバム『STRANGE PARADISE －売野雅勇作品集－』のタイトルとしても流用された。

## 収録曲
1. STRANGE PARADISE（6:11）
作詞：売野雅勇 / 作曲・編曲：坂本龍一
2. TATTOO（6:03）
作詞：中谷美紀 / 作曲・編曲：坂本龍一
3. STRANGE PARADISE〈Instrumental〉（6:09）

## 収録作品・カバー
| 発売日        | タイトル       | 規格品番  |
| ------------- | -------------- | --------- |
| 1996年9月4日  | 食物連鎖       | FLCG-3023 |
| 1998年8月21日 | ABSOLUTE VALUE | FLCG-3037 |
| 2001年9月27日 | PURE BEST      | FLCF-3885 |